# Neutrodiaptomus nanaicus
Neutrodiaptomus nanaicus is een eenoogkreeftjessoort uit de familie van de Diaptomidae. De wetenschappelijke naam van de soort is voor het eerst geldig gepubliceerd in 1961 door Borutsky.